# Identidad de Abel
La identidad de Abel es una expresión matemática utilizada para calcular el Wronskiano de dos funciones de una ecuación diferencial.
Sea una ecuación diferencial
{\displaystyle y''+p(x)y'+q(x)\,y=0}
{\displaystyle W(x)=C\exp {\biggl (}-\int p(x)\,{\textrm {d}}x{\biggr )}}
donde {\displaystyle C} es una constante que se hallará con las condiciones iniciales dadas.
```
Ejemplo:
 

  

    

      

        
t

        

          
y

          
″

        

        
+

        
2

        

          
y

          
′

        

        
+

        
t

        
exp

        
⁡

        
(

        
t

        
)

        
y

        
=

        
0

      

    

    
{\displaystyle ty''+2y'+t\exp(t)y=0}

  

 

  

    

      

        
c

        
.

        
i

        
.

        
 

        
W

        
(

        
1

        
)

        
=

        
2

      

    

    
{\displaystyle c.i.\ W(1)=2}

  

 

  

    

      

        
p

        
(

        
t

        
)

        
=

        
2

        

          
/

        

        
t

      

    

    
{\displaystyle p(t)=2/t}

  

 

  

    

      

        
W

        
(

        
t

        
)

        
=

        
C

        
exp

        
⁡

        

          

            
(

          

        

        
−

        
∫

        

          

            
2

            
t

          

        

        

        

          

            
d

          

        

        
t

        

          

            
)

          

        

        
=

        
C

        
exp

        
⁡

        
(

        
−

        
l

        
o

        
g

        

          
(

          
t

          
)

        

        
)

        
=

        

          

            
C

            
t

          

        

      

    

    
{\displaystyle W(t)=C\exp {\biggl (}-\int {\frac {2}{t}}\,{\textrm {d}}t{\biggr )}=C\exp(-log{(t)})={\frac {C}{t}}}

  

Con la condición dada se halla 

  

    

      

        
C

      

    

    
{\displaystyle C}

  

 

  

    

      

        
2

        
=

        

          

            
C

            
1

          

        

        
 

        
;

        
 

        
W

        
(

        
t

        
)

        
=

        

          

            
2

            
t

          

        

      

    

    
{\displaystyle 2={\frac {C}{1}}\ ;\ W(t)={\frac {2}{t}}}

  

```

- Datos: Q318714